# Sean Mackin
Sean Mackin, né le 30 avril 1979, est violoniste et chanteur dans le groupe pop punk américain Yellowcard.

## Enfance
Sean est moitié irlandais, moitié japonais. Il joue du violon depuis qu'il a 6 ans.

## Musique et carrière
Il a gagné en popularité au cours des concerts de Yellowcard en faisant des saltos arrière.
Au début, Mackin n'avait été demandé pour ne jouer du violon que dans quelques chansons de Yellowcard par ses amis de lycée Ben Harper et Longineu W. Parsons III. Mais après le groupe a décidé de garder Mackin comme membre permanent.

## En dehors de Yellowcard
Avant de devenir célèbres, lui et Ryan Key travaillaient à Chili's.